# Sarcosphaera
Sarcosphaera Auersw. (koronica) – rodzaj grzybów z klasy workowców, rodziny kustrzebkowatych (Pezizaceae).

## Systematyka i nazewnictwo
Pozycja w klasyfikacji według Index Fungorum: Pezizaceae, Pezizales, Pezizomycetidae, Pezizomycetes, Pezizomycotina, Ascomycota, Fungi.
Synonimy nazwy naukowej: Caulocarpa Gilkey:
Gatunki:
- Sarcosphaera coronaria (Jacq.) J. Schröt. 1893 – koronica ozdobna
- Sarcosphaera dargelasii (Gachet) Nannf. 1953
- Sarcosphaera funerata (Cooke) Seaver 1930
- Sarcosphaera gigantea (Rehm) Kanouse 1941
- Sarcosphaera sepulchralis (Rebent.) Rick 1931
- Sarcosphaera ulbrichiana (Durieu & Mont.) Kirschst. 1943

Wykaz gatunków (nazwy naukowe) na podstawie Index Fungorum. Nazwy polskie według checklist.